# Adeganha e Cardanha
Adeganha e Cardanha (oficialmente: União das Freguesias de Adeganha e Cardanha) é uma freguesia portuguesa do município de Torre de Moncorvo, com 64,46 km² de área e 437 habitantes (censo de 2021). A sua densidade populacional é 6,8 hab./km².
Para além de Adeganha e Cardanha a União de Freguesias é composta por mais cinco aldeias da antiga freguesia de Adeganha (Estevais da Vilariça, Junqueira, Póvoa e Nozelos).

## História
Foi criada aquando da reorganização administrativa de 2012/2013, resultando da agregação das antigas freguesias de Adeganha e Cardanha.

## Demografia
A população registada nos censos foi:
| Distribuição da População por Grupos Etários | Distribuição da População por Grupos Etários | Distribuição da População por Grupos Etários | Distribuição da População por Grupos Etários | Distribuição da População por Grupos Etários | Distribuição da População por Grupos Etários |
| -------------------------------------------- | -------------------------------------------- | -------------------------------------------- | -------------------------------------------- | -------------------------------------------- | -------------------------------------------- |
| Antes da agregação                           |                                              |                                              |                                              |                                              |                                              |
| Ano                                          | 0-14 anos                                    | 15-24 anos                                   | 25-64 anos                                   | >= 65 anos                                   | Total                                        |
| 2001                                         | 95                                           | 65                                           | 314                                          | 249                                          | 723                                          |
| 2011                                         | 41                                           | 38                                           | 262                                          | 233                                          | 574                                          |
| Após a agregação                             |                                              |                                              |                                              |                                              |                                              |
| Ano                                          | 0-14 anos                                    | 15-24 anos                                   | 25-64 anos                                   | >= 65 anos                                   | Total                                        |
| 2021                                         | 20                                           | 31                                           | 182                                          | 204                                          | 437                                          |